# Малишев В'ячеслав Олександрович
Малишев В'ячеслав Олександрович (16 грудня 1902, місто Усть-Сисольськ Вологодської губернії, тепер місто Сиктивкар, Республіка Комі, Російська Федерація — 20 лютого 1957, місто Москва) — радянський державний діяч, міністр та заступник Голови Ради Міністрів СРСР. Член ЦК КПРС у 1939—1957 роках. Член Президії ЦК КПРС з 16 жовтня 1952 по 5 березня 1953 року. Депутат Верховної Ради СРСР 1—4-го скликань. Герой Соціалістичної Праці (5.08.1944). Генерал-полковник інженерно-танкової служби (19.04.1945). Його іменем ще за життя назвали Завод імені В. О. Малишева у місті Харкові.

## Життєпис
Народився в родині вчителя. У 1904 році разом із родиною переїхав до міста Великі Луки.
У 1918—1920 роках — помічник секретаря і секретар народного суду в місті Великі Луки.
У 1920—1924 роках — слюсар залізничних майстерень у місті Великі Луки. У 1924 році закінчив Великолуцький залізничний технікум.
У 1924—1926 роках працював слюсарем, помічником машиніста в залізничному депо Підмосковне Московсько-Білорусько-Балтійської залізниці.
Член ВКП(б) з 1926 року.
У 1926—1927 роках служив у Робітничо-Селянській Червоній Армії: секретар бюро ВКП(б) батальйонної школи, політрук команди.
З листопада 1927 року — машиніст, черговий депо Підмосковна Московсько-Білорусько-Балтійської залізниці. З вересня 1928 по липень 1930 року — машиніст тепловоза депо Любліно Московсько-Курської залізниці. У липні 1930 року направлений на навчання.
У 1934 році закінчив Московське вище технічне училище (МВТУ) імені Баумана.
У вересні 1934 — травні 1938 року — конструктор, заступник начальника особливого сектора конструкторського бюро, заступник головного конструктора заводу, заступник начальника і начальник дизельного цеху, головний інженер Коломенського паровозобудівного заводу імені Куйбишева Московської області.
У травні 1938 — лютому 1939 року — директор Коломенського паровозобудівного заводу імені Куйбишева Московської області.
5 лютого 1939 — 17 квітня 1940 року — народний комісар важкого машинобудування СРСР.
17 квітня 1940 — 15 травня 1944 року — заступник голови Ради народних комісарів СССР і голова Господарської Ради з машинобудування при РНК СРСР. Одночасно 2 жовтня 1940 — 11 вересня 1941 року — народний комісар середнього машинобудування СРСР, а 11 вересня 1941 — 14 лютого 1942 року і 28 червня 1943 — 14 жовтня 1945 року — народний комісар танкової промисловості СРСР.
14 жовтня 1945 — 29 грудня 1947 року — народний комісар (міністр) транспортного машинобудування СРСР. З 30 листопада 1945 року увійшов до складу інженерно-технічної ради Спеціального комітету, керував другою секцією: будівництво заводу 813 (сучасний Уральський електрохімічний комбінат).
19 грудня 1947 — 15 березня 1953 року — заступник голови Ради Міністрів СРСР. Одночасно 9 січня — 28 грудня 1948 року — голова Державного комітету Ради Міністрів СРСР із впровадження передової техніки в народне господарство, 28 грудня 1948 — 4 січня 1949 року — міністр машинобудування СРСР (міністерство не створили), 4 січня — 9 березня 1949 року — голова Державного комітету Ради Міністрів СРСР із впровадження передової техніки в народне господарство, 16 березня 1949 — 21 квітня 1951 року — голова Бюро Ради Міністрів СРСР із машинобудування і суднобудування, 10 січня 1950 — 31 жовтня 1952 року — міністр суднобудівної промисловості СРСР, 5 листопада 1952 — 11 березня 1953 року — голова Бюро Ради Міністрів СРСР із машинобудування і електропромисловості.
15 березня — 8 серпня 1953 року — міністр транспортного і важкого машинобудування СРСР. 26 червня 1953 — 28 лютого 1955 року — міністр середнього машинобудування СРСР.
Одночасно 7 грудня 1953 — 25 грудня 1956 року — заступник голови Ради Міністрів СРСР, З травня 1955 по 20 лютого 1957 року — голова Державного комітету Ради Міністрів СРСР з нової техніки, одночасно з 25 грудня 1956 по 20 лютого 1957 року — 1-й заступник голови Державної економічної комісії Ради Міністрів СРСР із поточного планування народного господарства — міністр СРСР.
Помер від променевої хвороби через чотири роки після відвідування в 1953 році полігону, на якому здійснювалися випробування першої радянської термоядерної бомби.
Похований на Красній площі біля Кремлівської стіни.

## Військове звання
- генерал-лейтенант інженерно-танкової служби (5.08.1944)
- генерал-полковник інженерно-танкової служби (19.04.1945)

## Нагороди
- Герой Соціалістичної Праці (5.08.1944)
- чотири ордени Леніна (15.04.1939, 5.06.1942, 5.08.1944, 15.12.1952)
- орден Суворова I ступеня (16.09.1945)
- орден Кутузова I ступеня (19.04.1945)
- двічі лауреат Сталінської премії (1951)
- медаль «За оборону Москви»
- медаль «За оборону Сталінграда»
- медаль «За перемогу над Німеччиною у Великій Вітчизняній війні 1941—1945 рр.»
- медалі

## Вшанування пам'яті
У місті Харків раніше були вулиця Малишева та провулок Малишева.
22 серпня 2024 року, пам'ятник Малишеву біля прохідної заводу в місті Харкові було демонтовано.